# Murray Mendenhall
Pour les articles homonymes, voir Mendenhall.
Murray Mendenhall, né le 5 mars 1898 et mort le 27 juillet 1972, est un ancien entraîneur américain de basket-ball. Il est le père du basketteur Murray Mendenhall Jr..

## Palmarès
- Champion NBL 1949
- Meilleur entraîneur NBL 1948